# Ермаки (Тверская область)
Ермаки — деревня в Торопецком районе Тверской области. Входит в состав Понизовского сельского поселения.

## Этимология
Название деревни происходит от имени Ермак. Форма множественного числа в топониме имеет чисто грамматическую функцию.

## География
Деревня расположена в юго-восточной части района. Находится на расстоянии примерно 25 км к востоку от города Торопец. Ближайший населённый пункт — деревня Малое Кислово.
Климат
Деревня, как и весь район, относится к умеренному поясу северного полушария и находится в области переходного климата от океанического к материковому. Лето с температурным режимом +15…+20 °С (днём +20…+25 °С), зима умеренно-морозная −10…−15 °С; при вторжении арктических воздушных масс до −30…-40 °С.
Среднегодовая скорость ветра 3,5—4,2 метра в секунду.

## История
На топографической карте Фёдора Шуберта, изданной в 1871 году, обозначена деревня Ермаки. Имела 5 дворов.
На карте РККА 1923—1941 годов обозначена деревня Ермаки. Имела 28 дворов.

## Население
| 2010 |
| ---- |
| 0    |

Согласно результатам переписи 2002 года, постоянное население в деревне отсутствовало.